# تويوتا سوبرا
تويوتا سوبرا هي سيارة رياضية أنتجتها شركة تويوتا للسيارات من عام (1979م) إلى عام 2002م. إشتُق تصميم تويوتا سوبرا من تويوتا سيليكا، لكن الخلط بين السيارتين حدث لتشابه الأسماء. في عام 1986م أصبح طراز سوبرا في جيله الثالث باسمه فقط وغير معتمد على طراز سيليكا. بسبب التشابه وماضي اسم تويوتا سيليكا سوبرا، يكثر الخطأ والخلط بين السيارتين.
أ الإنتاج الرسمي للجيل الرابع من طراز تويوتا سوبرا في الشهر الرابع من عام 1993، حيث تم إعادة تصميم هذا الجيل الجديد كلياً بالكامل وتم تزويده بمحركين جديدين مكونين من ست اسطوانات سعة 3 لترات، الأول تلقائي التزود بالوقود يولد قوة 220 حصان،
تعود معظم جذور سوبرا إلى تويوتا 2000 جي تي. الأجيال الأولى الثلاثة لـ سوبرا أُنتجت باقتباس مباشر من محرك الـ2000 جي تي نوع إم. زودت كل الأجيال الأربعة من سوبرا بمحرك من 6 اسطوانات على خط واحد كما كانت السمات الداخلية مماثلة أيضاً.
صممت تويوتا شعاراً خاصاً لـ سوبرا وهو مشتقّ من شعار سيليكا الأصلي، إلا أنه كان أزرق بدلا من برتقالي. هذا الشعار استعمل حتى يناير عام 1986م، عندما تم تقديم الجيل الثالث. الشعار الجديد كان مماثل في الحجم، بالكتابة البرتقالية على خلفية حمراء لكن بدون تصميم التنين. ذلك الشعار ظلّ على سوبرا حتى عام 1991م عندما تحولت تويوتا إلى شعار شركتها الحالي البيضوي.
أوقفت تويوتا في عام 1999م مبيعات سوبرا في الولايات المتحدة أوقفت في عام 2002م إنتاج سوبرا رسمياً في اليابان.

## معرض صور

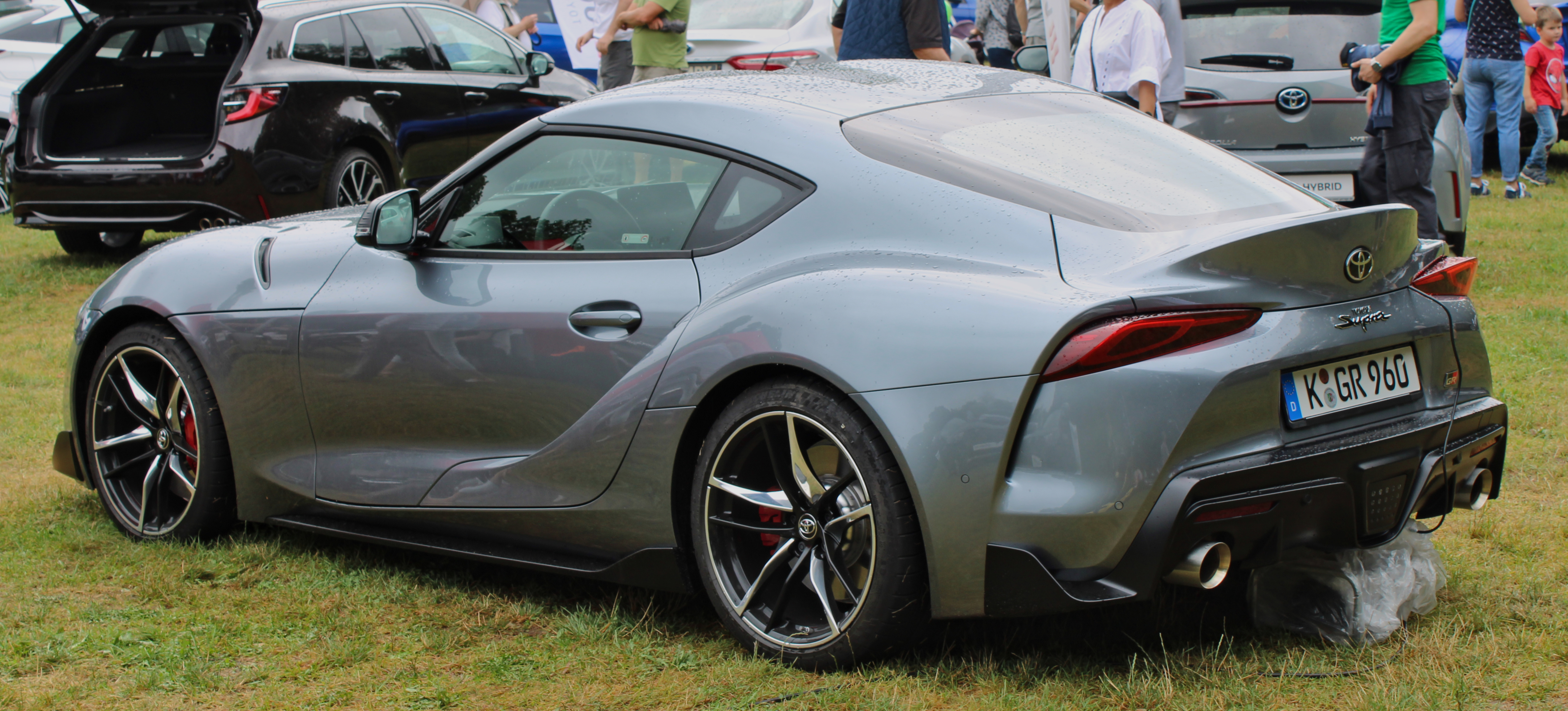
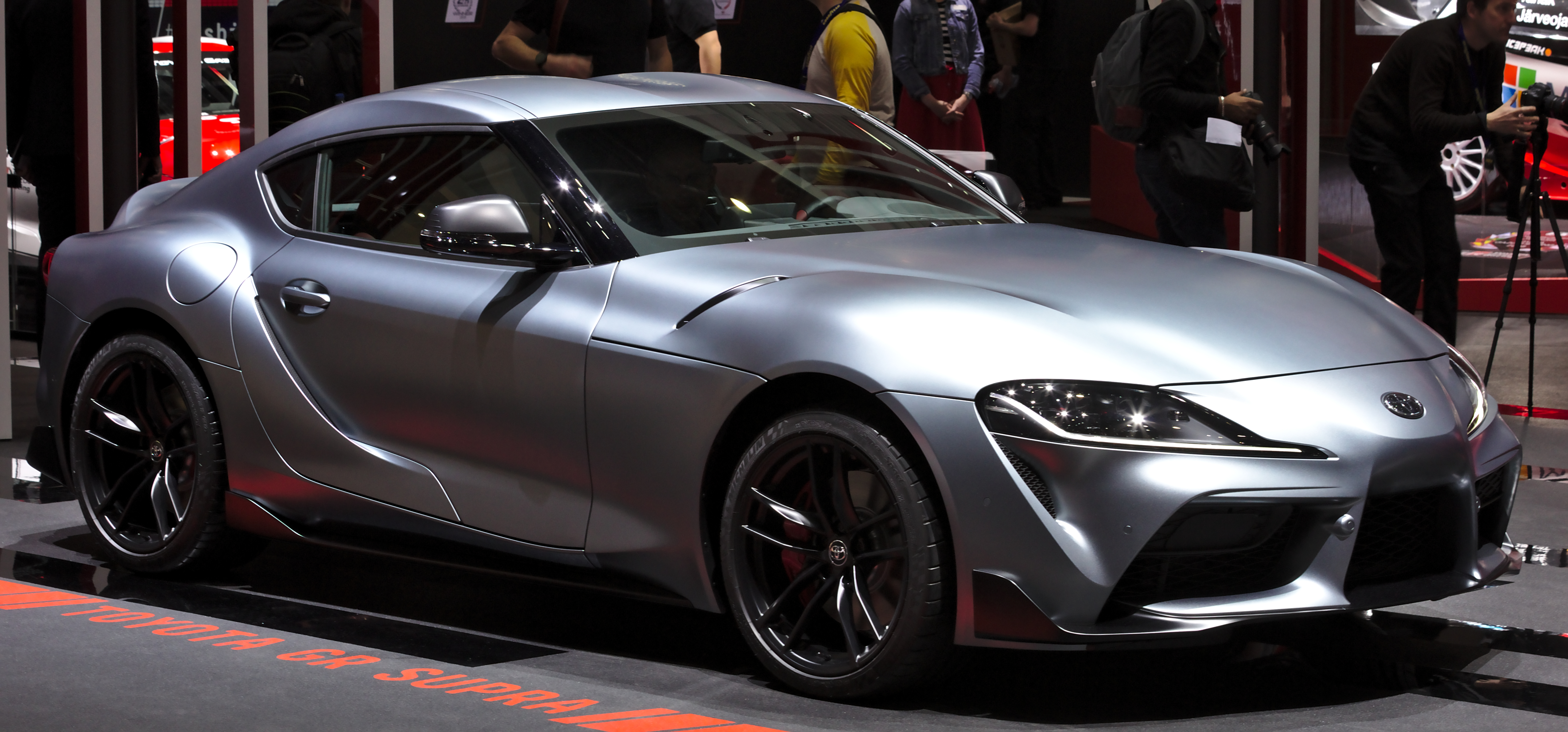
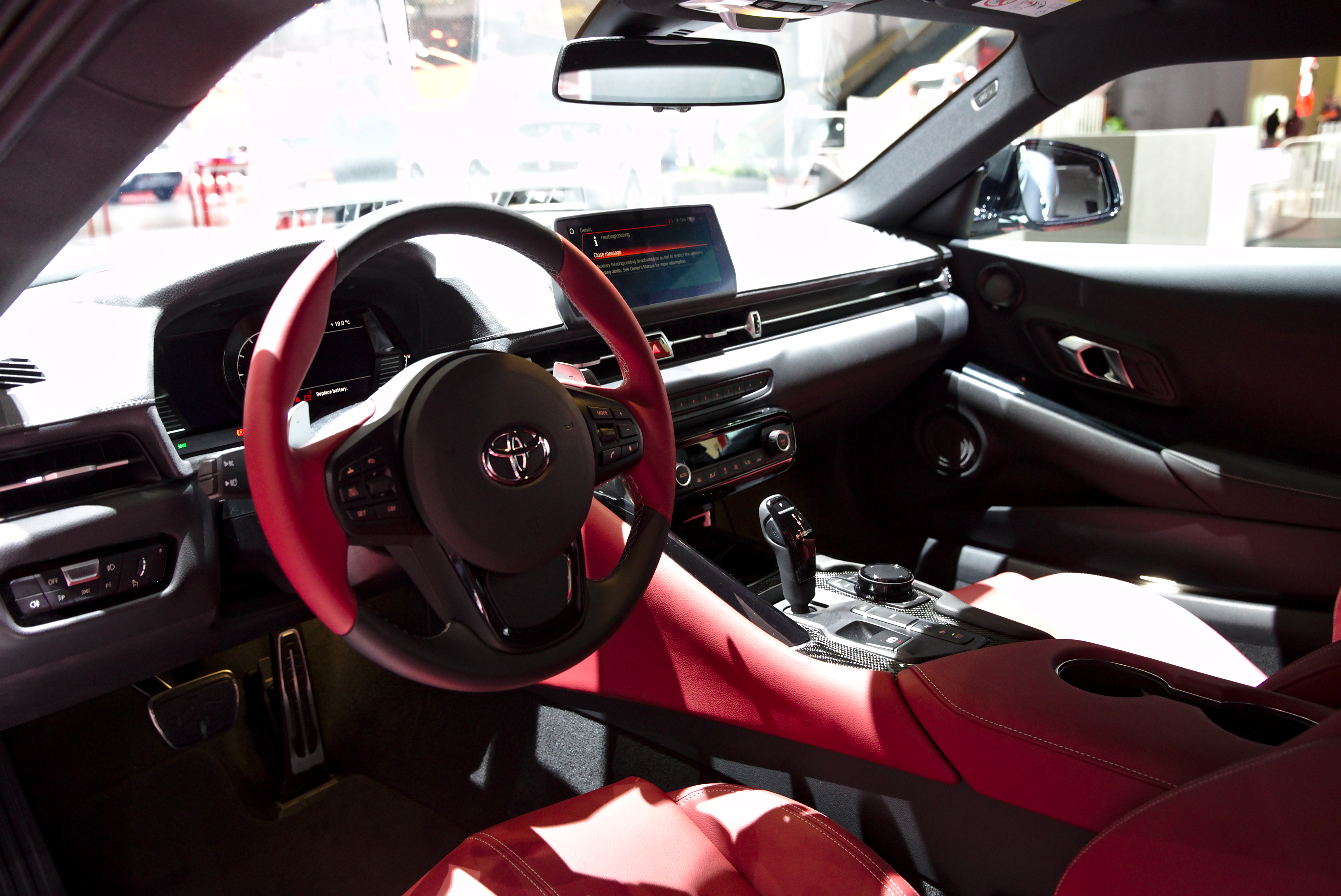